# スペースカデットキーボード

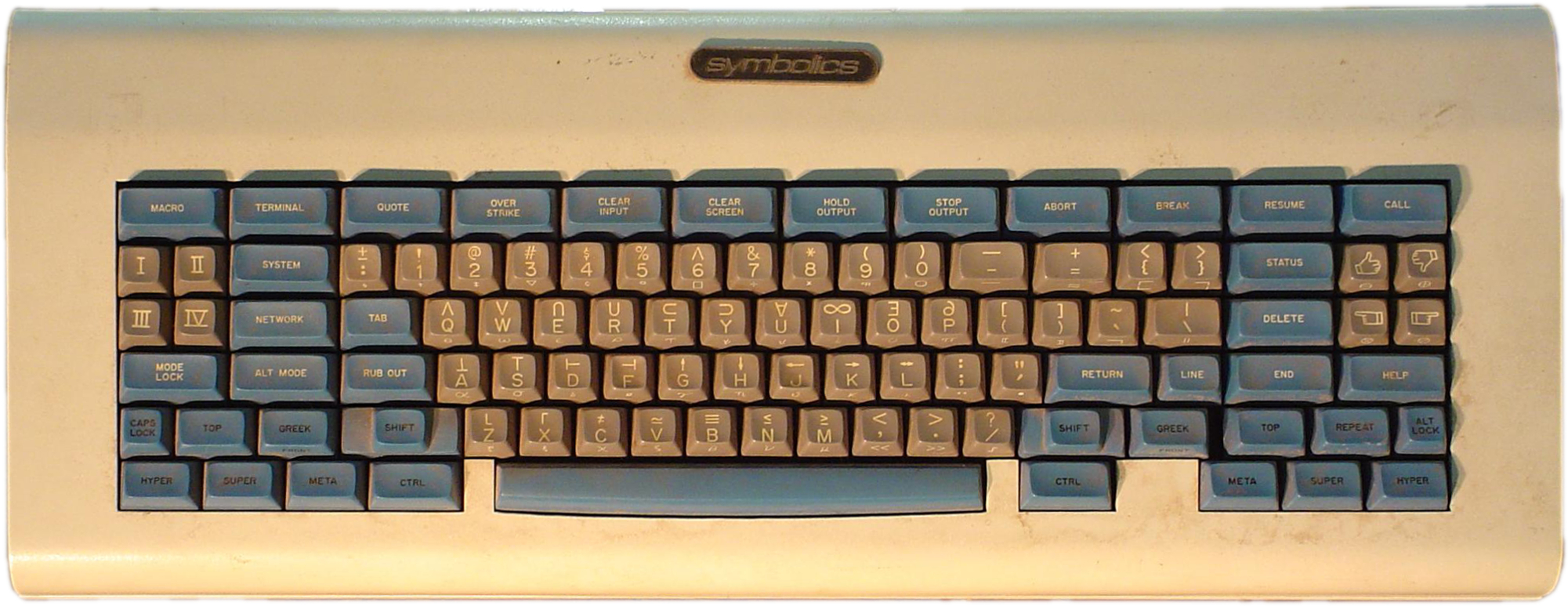
シンボリックスのスペースカデットキーボード

スペースカデットキーボード（英語: space-cadet keyboard）は、MITのLISPマシンで使われていた、トム・ナイトによって設計されたキーボードである。今なお計算機科学の分野のジャーゴンに影響を与えており、Emacsの設計に影響した。

## 歴史
トム・ナイト自身によって設計され、MITのIncompatible Timesharing Systemで使われていたナイトキーボードを元に作られた。
右の写真のシンボリックスのスペースカデットキーボードは、MITのLISPマシン・MIT CADRのシンボリックスによるリパッケージ版であるLM-2でのみ使用されていた。後のシンボリックスのシステムでは、スペースカデットキーボードを大幅に単純化したキーボード（シンボリックスキーボードと呼ばれる）を使用したが、スペースカデットキーボードの基本的なレイアウトと修飾キーは維持された。
スペースカデット（space cadet）とは「宇宙飛行士候補生」といったような意味で、宇宙船のコックピットにある大量の操作装置のように、大量のキーのあるキーボードという意味である。

## 概要
スペースカデットキーボードには7つの修飾キーがあった。バッキービットのための4つのキー（コントロール(control)・メタ(meta)・スーパー(super)・ハイパー(hyper)）と3つのシフトキー（シフト(shift)・トップ(top)・フロント(front)（ただし、フロントキーにはGreekと刻印されている））である。メタは初期のナイトキーボードで導入され、ハイパーとスーパーはスペースカデットキーボードで導入された。
これらのキーは横並びになっており、コーディッドキーボードによって複数の修飾キーを同時に押すことができる。例えば、Ctrl+Meta+Hyper+Superは片方の手の指で押すことができ、もう片方の手で別のキーを押した。
ほとんどのキーには3つの文字が割り当てられており、3つのシフトキーで切り替えができた。キーの上面にラテン文字と記号が、側面にギリシャ文字が刻印されていた。例えば"L"のキーには上面に"L"と"⇔"が、側面にギリシャ文字の"λ"が刻印されていた。右手でこのキーを押すのと同時に、左手で修飾キーを押すことで、以下のように入力する文字を切り換えできた。
| 押下するキー    | 入力される文字       |
| --------------- | -------------------- |
| L               | l （小文字のL）      |
| ⇧ Shift+L       | L （大文字のL）      |
| Front+L         | λ （小文字のラムダ） |
| Front+⇧ Shift+L | Λ （大文字のラムダ） |
| Top+L           | ⇔ （両方向の矢印）   |

これらにさらにコントロール・メタ・スーパー・ハイパーの修飾キーの組み合わせを加えることができ、このキーボードで8000以上の異なる文字を入力することができる。これにより、非常に複雑な数学のテキストを入力することも、何千もの1文字のコマンドを設定することも可能になった。多くのユーザーは、タイピング時間を減らすために、多くのコマンドを記憶した。このユーザーの姿勢が、Emacsのインターフェースを形作った。ADM-3A端末でEscキーが打ち易い位置にあったことからviでEscキーを多用しているのとは対称的である。しかし、多くのユーザは、多数のバッキービットは過剰であり、操作するのに手が3本も4本も必要になるとしてスペースカデットキーボードを前提としたEmacsの設計に反対した。Emacsが複数の修飾キーを頻繁に利用する結果（それでもスペースカデットキーボードよりは簡単であるが）、IBMのモデルMキーボードの配列を引き継いだ最新のキーボードでは操作が難しくなっている。それらでは、スペースカデットキーボードのように修飾キーが一箇所にまとまっておらず、一度に複数押すのが難しいためである。
スペースカデットキーボードにはマクロキーもついており、いくつかのアプリケーションが対応していた。また、4つ以下のリストの選択が簡単にできるように4つのローマ数字キー（I, II, III, IV）もついていた。